# Gorno Konyaré
Gorno Konyaré ou Gorno Konjare (en macédonien Горно Коњаре) est un village du nord de la Macédoine du Nord, situé dans la municipalité de Koumanovo. Le village comptait 1106 habitants en 2002.

## Démographie
Lors du recensement de 2002, le village comptait :
- Macédoniens : 565
- Serbes : 314
- Albanais : 255
- Autres : 2